# Мркушич, Срджан
Срджан Мрку́шич (сербохорв. Srđan Mrkušić, серб. Срђан Мркушић, 26 мая 1915, Синь, Сплитско-Далматинская жупания — 30 октября 2007, Белград) — югославский и сербский футболист, игравший на позиции вратаря, в частности, за клубы БСК «Белград» и «Црвена звезда». Участник чемпионата мира 1950 года в составе национальной сборной Югославии.

## Клубная карьера
Мркушич родился во время Первой мировой войны в деревне Подгора, куда его отец-юрист, уроженец Котора, был направлен на юридическую практику. Семья Мркушича вскоре переехала в Шибеник, а затем в 1930 году в Сплит, где он начал своё среднее образование в местной гимназии. В то же время Срджан в подростковом возрасте начал играть в футбол, несмотря на яростные протесты его родителей, особенно матери, которая считала, что футбол не является социально подходящим и подходящим занятием для их сына.
Свою карьеру начал в юношеской команде АЩК из Сплита. В том же году Мркушича заметил тренер Лука Калитерна и организовал переход в «Хайдук» из Сплита. В следующем году он дебютировал в основном составе «Хайдука», за который сыграл 35 игр.
После окончания школы (гимназии) переехал в Белград и с 1936 по 1944 год играл за белградский БСК Белград, с которым выиграл первый трофей — чемпионат Югославии в 1939 году. Он сыграл за БСК 320 игр, однако во время Второй мировой войны практически не играл в футбол
После Второй мировой войны в течение 1945 года защищал цвета клуба «Милиционар», а затем участвовал в учредительном собрании клуба «Црвена звезда». В этой команде он продолжал карьеру с 1946 по 1954 год, когда завершил карьеру в возрасте 39 лет. Мркушич выступал за «Звезду» 154 раза и трижды выигрывал с ней Кубок Югославии в период с 1948 по 1950 год, а также дважды становился чемпионом в сезонах 1951 и 1952/1953.
9 сентября 1953 года в матче между «Црвеной звездой» и «Спартаком» из Суботицы установил футбольный рекорд бывшей Югославии как старейший участник матчей национальных чемпионатов, ему было 38 лет, 3 месяца и 13 дней. В югославском футболе Мркушич запомнился своим революционным стилем игры под названием «вратарь-третий защитник»: ему нравилось выбегать за пределы штрафной, контролировать ситуацию в штрафной и организовывать игру.

## Карьера в сборной
Является одним из семи футболистов, которые защищали цвета национальной сборной до и после Второй мировой войны (также Мирослав Брозович, Звонимир Цимерманчич, Франьо Вёлфл, Бранко Плеше, Фране Матошич и Любомир Ловрич).
23 марта 1941 года перед Второй мировой войной дебютировал в официальных матчах в составе национальной сборной Югославии против сборной Венгрии (1:1) в Белграде. В течение карьеры в национальной команде провёл в её форме 11 матчей, пропустив 16 голов. Завершил карьеру в национальной сборной в 1950 году в матче в Вене против сборной Австрии, который сборная Югославии проиграла со счетом 7:2. На тот момент ему было уже 35 лет, и он отошёл в сторону, уступив место многообещающему 22-летнему Владимиру Беаре.
В составе сборной был участником чемпионата мира 1950 года в Бразилии, где сыграл во всех матчах группового этапа против Чили (2:0), США (0:1) и Испании (0:1). Югославия заняла второе место в группе и не сумела выйти из группы.

## После футбола
После ухода из футбола Мркушич продолжил жить в Белграде. Поскольку в 1946 году он окончил Белградский университет по специальности «лесное хозяйство», он решил искать работу в этой области после того, как его футбольная карьера закончилась в 1955 году. Впоследствии он работал по своей второй профессии в течение десятилетий, в течение которых, среди прочего, он занимался строительством и долгосрочным обслуживанием футбольных полей. Также принимал активное участие в работе организации ветеранов «Црвены звезды» в Белграде и входил в совет директоров клуба.
Умер 30 октября 2007 года на 93-м году жизни в Белграде, спустя день после смерти своего бывшего одноклубника Фране Матошича.

## Достижения
БСК Белград
- Чемпион Югославии: 1938/1939

«Црвена звезда»
- Чемпион Югославии (2): 1951, 1952/1953
- Обладатель Кубка Югославии (3): 1948, 1949, 1950